# Explosionsgrupp
Explosionsgrupp är en indelning som görs av gaser och ångor som kan bilda explosiv atmosfär samt av utrustning avsedd för riskområde med explosiv atmosfär. 
(Även explosiva dammatmosfärer indelas i grupper. Där sker indelningen i grupp IIIA, IIIB och IIIC efter nominell storlek på dammpartiklarna och elektrisk ledningsförmåga.)   
Gaser och ångor indelas (klassas) i explosionsgrupp (grupp) efter  
- hur kylande effekt en spalt behöver ha för att en genomträngande flamma inte ska kunna uppstå
- vilken energinivå som elektriska kretsar behöver begränsas till för att en antändning med gnista inte ska ske

Hur bestämningen bör göras visas i standard "SS-EN 60079-20-1:2010, Explosiv atmosfär – Del 20-1".

## Indelning (klassning) efter maximalt experimentellt säker spalt (MESG)
Gaser och ångor kan indelas (klassas) efter maximalt experimentellt säker spalt (MESG) i explosionsgrupperna I, IIA, IIB och IIC.
Explosionsgrupperna för utrustning för explosiv gasatmosfär är:  
- Explosionsgrupp I: utrustning för gruvor utsatta för gruvgas (metan).
- Explosionsgrupp II: utrustning för områden med explosiv gasatmosfär som inte är gruvor utsatta för gruvgas.

Utrustning av explosionsgrupp II kan underindelas enligt följande baserat på MESG:
- Explosionsgrupp IIA
- Explosionsgrupp IIB
- Explosionsgrupp IIC

## Indelning (klassning) efter lägsta tändström (MIC)
Gaser och ångor kan indelas (klassas) efter deras minsta tändströmmar i förhållande till metan. Den standardiserade metoden att fastställa MIC-förhållanden ska vara med den gnistapparat som beskrivs i SS-EN 60079-11. 
Utrustning av explosionsgrupp II kan underindelas enligt följande baserat på MIC:
- Explosionsgrupp IIA
- Explosionsgrupp IIB
- Explosionsgrupp IIC

## Indelning (klassning) enligt MESG och MIC
För de flesta gaser och ångor är det tillräckligt att göra endast en bestämning enligt antingen MESG eller MIC. När värden hamnar nära gränsen anges i standarden när bestämning ska ske enligt båda metoderna. 

## Indelning av utrustning
Utrustning indelas efter den farligaste explosionsgrupp utrustningen är säker med.